# 再攝取

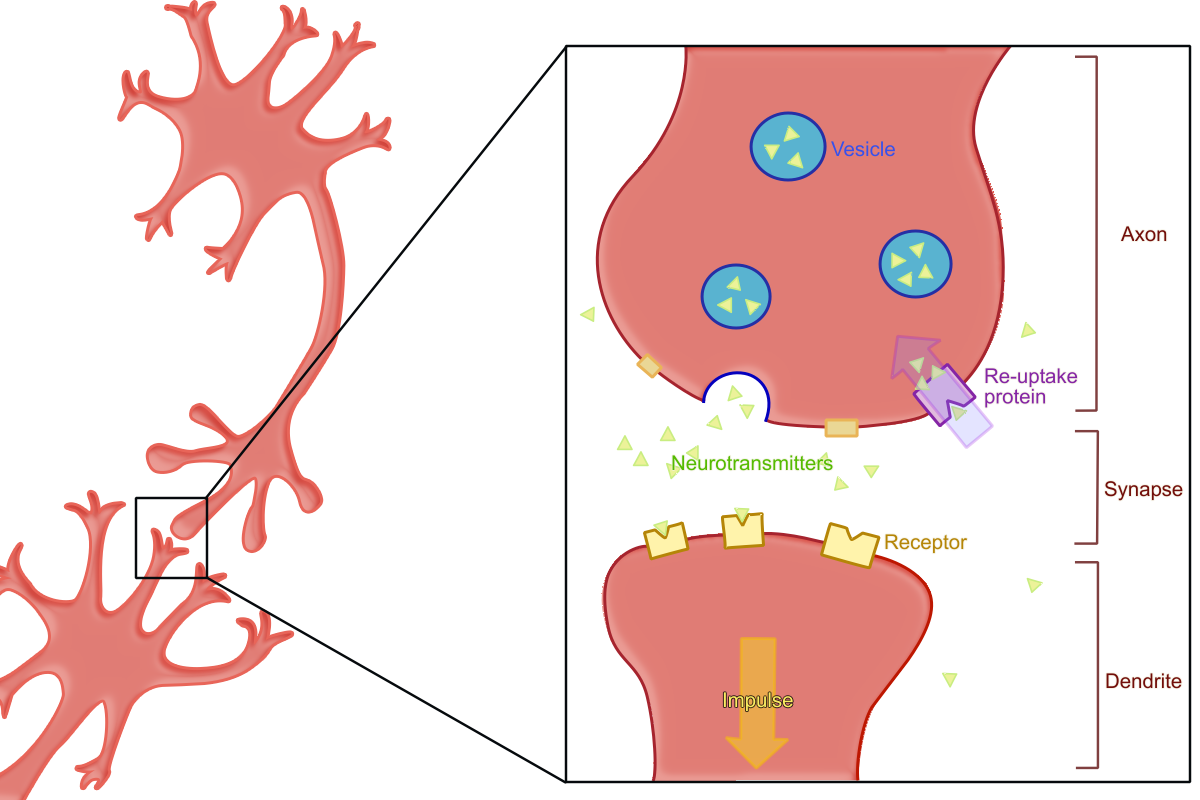
再攝取過程中的突觸。請注意，一些神經遞質會丟失並且不會被重新吸收。

再攝取（Reuptake）是軸突末梢細胞膜的神經遞質轉運蛋白對神經遞質的再吸收（例如突觸前神經元）或神經膠質細胞執行神經衝動功能後。
再攝取對於正常的突觸生理而言是必需的，因為它促成神經遞質的再循環並調節突觸中存在的神經遞質的水平，從而控制由神經遞質釋放產生的信號持續時間長度。由於神經遞質太大且親水性無法通過膜擴散，因此特定的轉運蛋白對於神經遞質的再吸收是必需的。已經進行了許多生化和結構研究，以獲得有關再攝取機理的線索。